# Heliophila juncea
Heliophila juncea là một loài thực vật có hoa trong họ Cải. Loài này được (P.J. Bergius) Druce mô tả khoa học đầu tiên năm 1917.